# 滇池县
滇池县，西汉至南朝齐、梁时期的县，在今云南省昆明市晋宁区上蒜镇河泊所遗址，辖境包括今晋宁区东部、呈贡区。

## 历史
汉武帝元封二年（前109年）开益州郡，设滇池县，为郡治，汉时产铁，县北有黑水祠。王莽新朝时期益州郡曾改名“就新郡”。东汉建武十八年（42年），滇池县曾与夷渠帅栋蚕及邻近诸县一同反叛，益州太守繁胜败退朱提，次年武威将军刘尚率军平叛，到二十一年（45年）正月于不韦斩杀栋蚕，叛乱彻底结束。三国蜀汉改益州郡为建宁郡，郡治移至味县。西晋泰始七年（271年），武帝划建宁、兴古、云南、永昌四郡设立宁州，滇池县为宁州治所，属建宁郡。太康五年（284年），武帝废宁州入益州；太安二年（303年），惠帝复置宁州，分建宁以西七县另立为益州郡，滇池县为益州郡治，永嘉二年（308年）改益州郡为晋宁郡。东晋咸和八年（333年）被成汉吞并，永和三年（347年）桓温征灭成汉后复设晋宁郡，郡治改设于建伶县。南朝宋、齐属宁州晋宁郡，齐时南中各地已被大姓爨氏控制，萧梁仅能遥领宁州，到陈朝即不再统治宁州。
晋孝武帝太元十四年（389年）六月甲申朔，宁州刺史费统上书，报告滇池县民董聪看到湖中有两匹神马，一白一黑，距岸边百步之遥。
2021年，河泊所遗址考古挖掘出有关滇池县的实物材料，有“滇池长印”封泥、“滇池以亭行”及“己丑滇池守令邪龙长武”简牍。

## 地望
一般认为，汉晋滇池县就是唐代的晋宁县，随着21世纪考古挖掘的推进，滇池县故址确定为今昆明市晋宁区上蒜镇河泊所遗址。
清阮元道光《云南通志稿》根据《汉书》的记载“大泽在西，滇池泽在西北”，认为大泽与滇池泽并非同一个湖泊，滇池泽是今滇池，而大泽是阳宗海，汉代滇池县应在后世宜良县，并认为滇池县范围较广，包括晋宁、归化、宜良南部等地，西晋时滇池县迁往晋宁。陈澧《汉书地理志水道图说》同样受《汉书》并列大泽、滇池泽记载的影响，认为大泽指抚仙湖，汉代滇池县为后世河阳县。吴承志《汉书地理志水道图说补正》指出《汉书》的“滇池泽”就是前文的“大泽”，并提出猜想认为“滇池泽”原是注释，有“应劭曰”三字，但《汉书》在流传过程中，蔡谟本漏标“应劭曰”，后人又将原为注释的文字改与“大泽在西”并列，造成混乱。丁谦认为滇池县位置在后世的昆明县。阮福误认为滇池县原作“颠县”，滇池原本也写作“颠池”，认为该“颠”为“顶”之意，这一说法并无根据，只是依字形望文生义。

## 纪念
1922年晋宁县知事袁丕镛在旧县署立“汉益州郡滇池县故址碑”一块，由袁嘉谷撰题，陈荣昌书丹，碑高169厘米、宽75厘米。“文化大革命”时被拆毁搬走，1982年文物普查时寻访找出，1985年重立于老县府街原地。
晋宁乡贤方树梅曾与顾颉刚、徐旭生、方国瑜游览滇池县遗址，留有“滇池自汉启文明”的诗句。

## 引用
1. ↑  方国瑜（1987年），第61页
2. 1 2  汉书，卷二十八上·地理志八上，第1601页："益州郡，武帝元封二年开。莽曰就新，属益州。……县二十四：滇池，大泽在西，滇池泽在西北。有黑水祠。"
3. ↑  后汉书，志二十三·郡国五，第3513页："滇池出铁，有池泽，北有黑水祠。"
4. ↑  后汉书，卷八十六·南蛮西南夷列传，第2846-2847页："建武十八年，夷渠帅栋蚕与姑复、楪楡、梇栋、连然、滇池、建伶、昆明诸种反叛，杀长吏。益州太守繁胜与战而败，退保朱提。十九年，遣武威将军刘尚等发广汉、犍为、蜀郡人及朱提夷，合万三千人击之。尚军遂度泸水，入益州界。群夷闻大兵至，皆弃垒奔走，尚获其赢弱、谷、畜。二十年，进兵与栋蚕等连战数月，皆破之。明年正月，追至不韦，斩栋蚕帅，凡首虏七千馀人，得生口五千七百人，马三千匹，牛羊三万馀头，诸夷悉平。"
5. 1 2  晋书，卷十四·地理上，第441页："建宁郡，蜀置，统县十七，户二万九千。味、昆泽、存䣖、新定、谈槀、母单、同濑、漏江、牧麻、谷昌、连然、秦臧、双柏、俞元、修云、泠丘、滇池。"
6. ↑  晋书，卷十四·地理上，第440页："泰始七年，武帝以益州地广，分益州之建宁、兴古、云南、交州之永昌，合四郡为宁州，统县四十五，户八万三千。"
7. 1 2  胡阿祥，孔祥军 & 徐成（2014年），第677页
8. ↑  华阳国志，卷四·南中志，第267页："滇池县，郡治，故滇邑也。"
9. ↑  晋书，卷十四·地理上，第441页："太康三年，武帝又废宁州入益州，立南夷校尉以护之。太安二年，惠帝复置宁州，又分建宁以西七县别立为益州郡。永嘉二年，改益州郡曰晋宁，分牂柯立平夷、夜郎二郡。"
10. ↑  胡阿祥，孔祥军 & 徐成（2014年），第876-877页
11. ↑  宋书，卷三十八·州郡四，第1182-1183页："宁州刺史，晋武帝泰始七年分益州南中之建宁、兴古、云南、永昌四郡立。……晋宁太守，晋惠帝太安二年，分建宁西七县为益州郡，晋怀帝更名。……滇池令，汉旧县，属益州郡，晋太康地志属建宁。"
12. ↑  南齐书，卷十五·州郡下，第304页："宁州，镇建宁郡，本益州南中，诸葛亮所谓不毛之地也。……晋宁郡：建伶、连然、滇池、俞元、谷昌、秦臧、双柏。"
13. ↑  尤中（1990年），第86-89页
14. ↑  宋书，卷二十八·符瑞中，第802页："晋孝武帝太元十四年六月甲申朔，宁州刺史费统上言：“所统晋宁之滇池县，旧有河水，周回二百馀里。六月二十八日辛亥，神马二匹，一白一黑，忽出于河中，去岸百步。县民董聪见之。”"
15. ↑  伍晓阳; 严勇. . 新华每日电讯. 2024-05-21  [2025-06-28].
16. ↑  方国瑜（1987年），第59页
17. ↑  伍晓阳; 严勇. . 新华网. 2023-03-22  [2025-06-28]. （原始内容存档于2025-06-28）.
18. ↑  道光云南通志稿，卷三十二，建置志一之二·沿革二，第十页："宜良县 谨案：汉滇池县历代地志皆以为今晋宁州，而宜良县地志皆仅以为汉益州郡地，不能名为何县。窃意汉滇池县当在今宜良，何也？汉书地理志滇池县注云：“大泽在西，滇池泽在西北”。夫大泽、滇池泽是一乎？是二乎？如已为一也，志何以复出言之，且在西、在西北，方位又不同耶。大约大泽即今阳宗海子，滇池泽乃今昆明海子。阳宗海子在西，非今宜良而何第。滇池为益州郡治地，当较他县稍广，今之晋宁州及并入呈贡之废归化县皆当属滇池，惟宜良北境当属昆泽县耳。迨后蜀汉属建宁郡，晋属益州郡，又属晋宁郡，县当西南徙今晋宁州地，而宜良之属滇池县犹夫汉也。宋、齐并无改革，梁、陈没于爨蛮，隋设昆州旋废，唐改置晋宁县，属昆州，即旧滇池县地，宜良亦在其境……"
19. ↑  汉书地理志水道图说补正，卷下，第41页："滇池（县）大泽在西，今云南河阳县仙湖也，其水流入南盘江。"
20. ↑  汉书地理志水道图说补正，卷下，第17页："大泽之说，此文为音义声释之语甚明，盖蔡谟本失标应劭曰三字，后人又误移其次，与“大泽在西”之文相属也。"
21. ↑  丁谦《汉书西南夷两粤朝鲜传地理考证》，引自汉书各外国传地理考证，第二册，第3页："滇国以滇池名，今云南昆明县。"
22. ↑  汉书补注，前汉二十八上，第782页："先谦案：阮福云“《上林赋》文成颠歌，文颖注颠县，其人能作西南夷歌，颠与滇同，然，则武帝前滇池县本作颠县，后人因池加水为滇耳。滇池读作颠池，以颠为义。《说文》：颠，顶也，言益州各水四面下注于卑地，此县之地与池独居高顶……不当以颠倒为义。”"
23. ↑  方国瑜（1987年），第58页
24. ↑  晋宁文史资料选辑 第17辑（2014年），第46页
25. ↑  方树梅《偕吴县顾颉刚、南阳徐旭生、丽江同宗方国瑜游和衲诸胜并访天女城、滇池县遗址，盘桓三日得诗八首》，引自晋宁历代诗歌楹联选，第130页"